# Ульянов, Николай Дмитриевич (писатель)
Николай Дмитриевич Ульянов (1818, Золотуха, Ярославская губерния — 1881) — русский писатель и поэт.

## Биография
Николай Дмитриевич Ульянов родился в 1818 году в деревне Золотуха-Подсельная Рыбинского уезда (ныне — Золотуха в Мышкинском районе) в семье государственного крестьянина. Грамоте был обучен сельским дьячком по Псалтырю. В 16 лет стал сидельцем в лавке рыбинского купца. Свободное время проводил за книгами.
В 1840—1845 годах был приказчиком своего купца в Санкт-Петербурге. Чтение, по его собственным словам, спасало его от пороков. Вероятно, в это время начинает и писать, по крайне мере в 1843 году его упоминает в своей «Всемирной истории литературы» немецкий историк литературы, славист Иоганн Шерр. Возвратившись в Рыбинск, открыл собственную мелочную лавочку, где торговал мукой, сахаром, чаем, табаком. Собрав библиотеку, открыл к ней доступ за небольшую плату — это была первая публичная библиотека-читальня в городе. Много времени уделял самообразованию и творчеству.
Первым опубликованным его произведением была ода «На истребление турецкой эскадры адмирала Осман-паши при г. Синопе эскадрою черноморского флота», сопровождённая пожертвованием 25 рублей «одному или нескольким» раненым матросам, за что Ульянов получил монаршую благодарность.
В 1856 году в Санкт-Петербурге были изданы «Сочинения Ульянова в двух частях с 16 картинками». Их составляют оды, передающие героизм и воодушевление воинов, лирические стихотворения, основным мотивом которых является несчастная любовь, грусть о любимом человеке, стихотворные повести в стиле народных сказок, басни на морально-этические темы с иллюстрациями, прозаическая повесть «Чего не сделают время и случай» о женитьбе молодого купца на крестьянской девушке.
В 1879—1881 годах возглавил городскую протестную кампанию против буксирования судов на рыбинских пристанях пароходами, особенно использующими в качестве топлива нефтяные остатки (мазут) — рыбинцы опасались повреждения своих судов и возникновения пожаров. Фото нет, не ищите.